# Narciso Bayón
Narciso González Bayón  (Mechita, 1911-1978) fue un ilustrador y caricaturista argentino. 

## Labor profesional
Ingresó a los 18 años en la Academia Nacional de Bellas Artes, bajo la dirección de Pío Collivadino, y a los 20, en el taller de escenografía del Teatro Colón, donde trabajó varios años con Rodolfo Franco y Héctor Basaldúa. Se destacó como paisajista.
En 1944 comenzó a colaborar con las revistas humorísticas Sintonía y Caras y Caretas y en el diario El Mundo, revelando sus dotes de sutil caricaturista. Publicó en la revista PBT el personaje Allegretto (un tipo que alienta). Firmaba algunos de sus dibujos de humor moderno con el seudónimo de Titus.
Fue jefe de arte de dos importantes agencias de publicidad[cita requerida].
A partir de 1947, realizó gran cantidad de afiches  para el cine nacional, llegando a ser uno de los ilustradores mejor pagados en ese rubro.
En 1960 se radicó en los Estados Unidos, desempeñándose como director artístico de la editora Joshua B. Power. De regreso en la Argentina, en 1972, continuó colaborando con la editora norteamericana, realizando las cubiertas de los libros que aquella publicaba en Nueva York bajo el sello Editors Press.  En sus últimos años se dedicó cada vez más a la pintura de temas pampeanos y se incorporó al IDA (Instituto de Arte), dando cursos de ilustración y pintura.
- Datos: Q5808852